# チョン・ダビン (1980年生の女優)
チョン・ダビン（鄭 多彬、1980年3月4日 - 2007年2月10日）は、大韓民国の女優である。最終所属はANAフィルムエンターテイメント。2000年の映画『燃ゆる月』でチェ・ジンシルの少女時代を演じてデビュー。

## 人物
2004年、東国大学校演劇科随時試験に合格し、同大に入学。
2007年2月10日午前、ソウル市江南区三成洞の男性の友人宅で首を吊って死亡しているのを発見された。警察は自殺の可能性が高いと見ている。26歳没。所属事務所との契約を廻るトラブルや仕事の減少などで悩んでいたとされる。なお、その前日の彼女自身のウェブサイトの日記には、「神が私を迎えに来た」などと書かれていた。
その突然の死は韓国芸能界に強い衝撃を与え、彼女の葬儀には『屋根部屋のネコ』で共演したキム・レウォンやイ・ヒョヌ、映画『あいつは格好よかった』で共演したソン・スンホン等多くの芸能人が弔問に訪れた。

## 出演作品

### ドラマ
- 太陽がいっぱい（2000年-2001年、KBS） - カン・ミンジュ役
- ニュー・ノンストップ（2001年、MBC）
- 三銃士（2002年-2003年、SBS） - チャン・ユンジョン役
- 屋根部屋のネコ（2003年、MBC） - ナム・ジョンウン役
- 兄嫁は19歳（2004年、SBS） - ハン・ユミン／チョン・ヘウォン役
- その夏の台風（2005年、SBS） - カン・スミン役

### 映画
- 燃ゆる月（2000年）
- あいつは格好良かった（2003年）